# Première législature du Parlement européen
législature du Parlement européen de 1979 à 1984
16 juillet 1979 - 23 juillet 1984
(5 ans et 7 jours)
2e législature
La première législature du Parlement européen a été élue lors des élections de 1979 et a duré jusqu'aux élections de 1984.

## Événements majeurs
- 7-10 juin 1979
  - Élections européennes de 1979.

- 17 juillet 1979
  - Première réunion (session constitutive) de la Première législature.
  - Louise Weiss préside la séance en tant que doyenne d'âge[1].
  - Simone Veil est élue Présidente du Parlement européen.[2]
- 19 janvier 1982
  - Piet Dankert est élu Président du Parlement européen.

## Président du Parlement européen

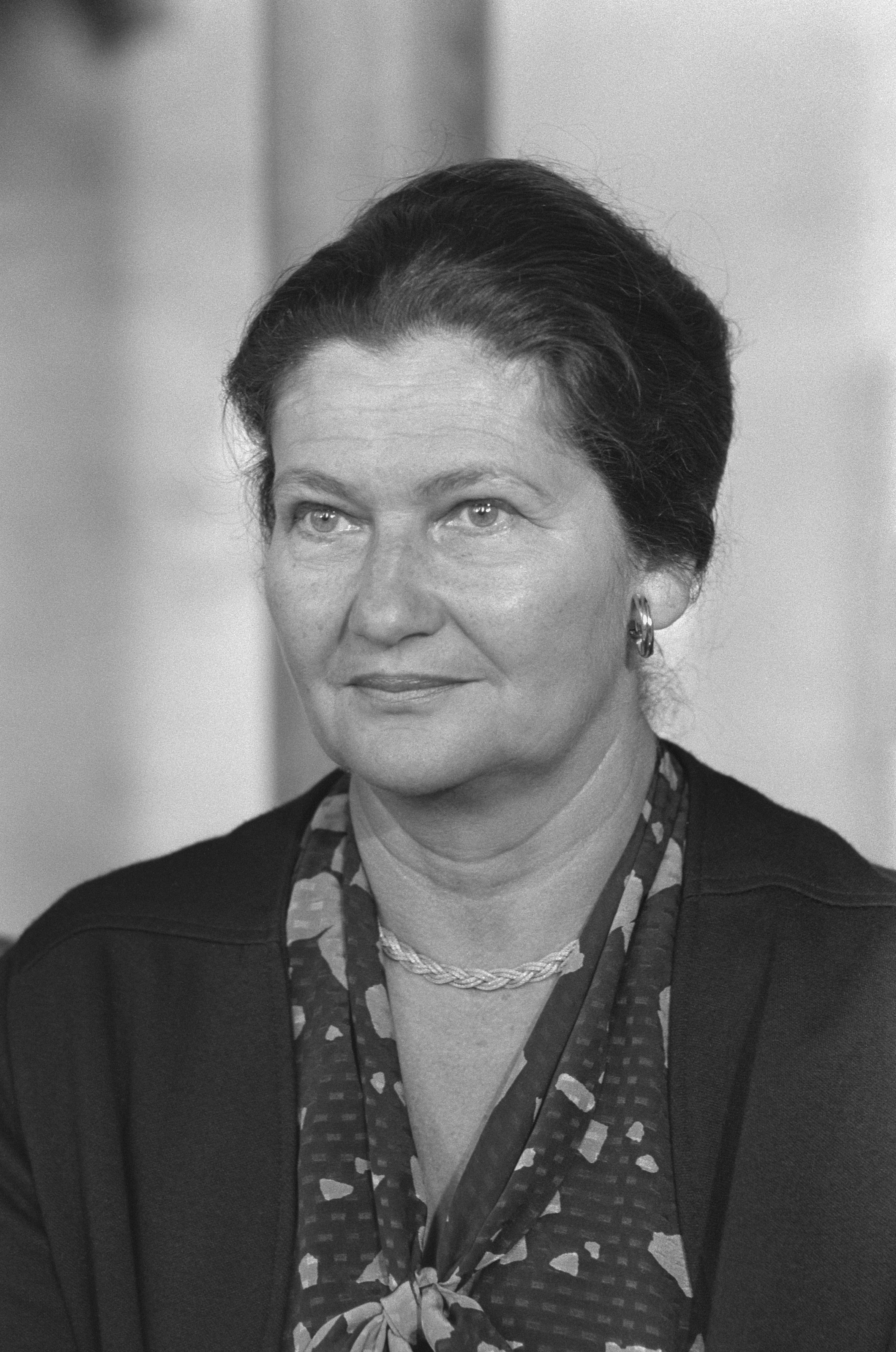
Simone Veil, présidente du Parlement européen, du 17 juillet 1979 au 18 janvier 1982.
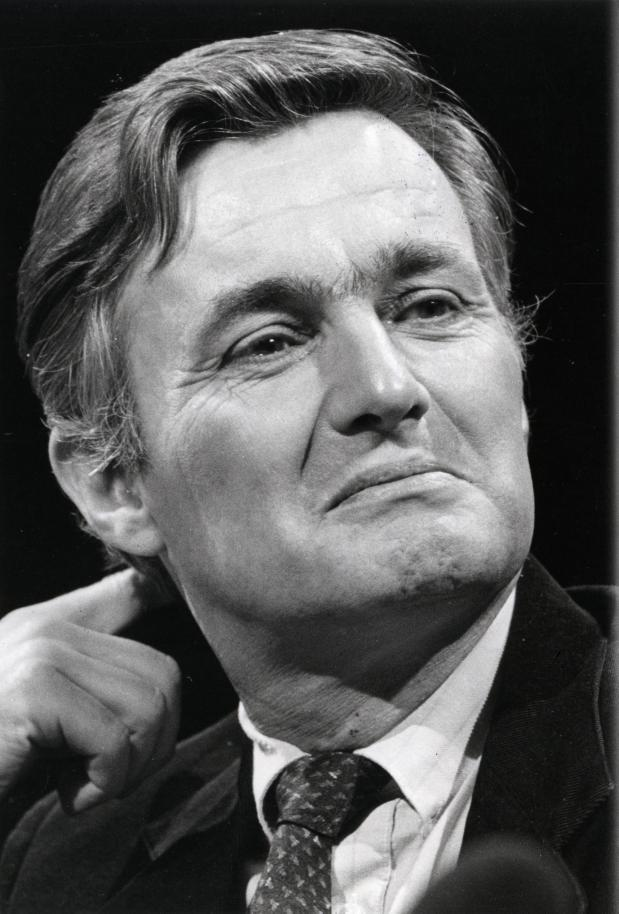
Piet Dankert, président du Parlement européen, du 19 janvier 1982 au 24 juillet 1984.

## Président de la Commission européenne

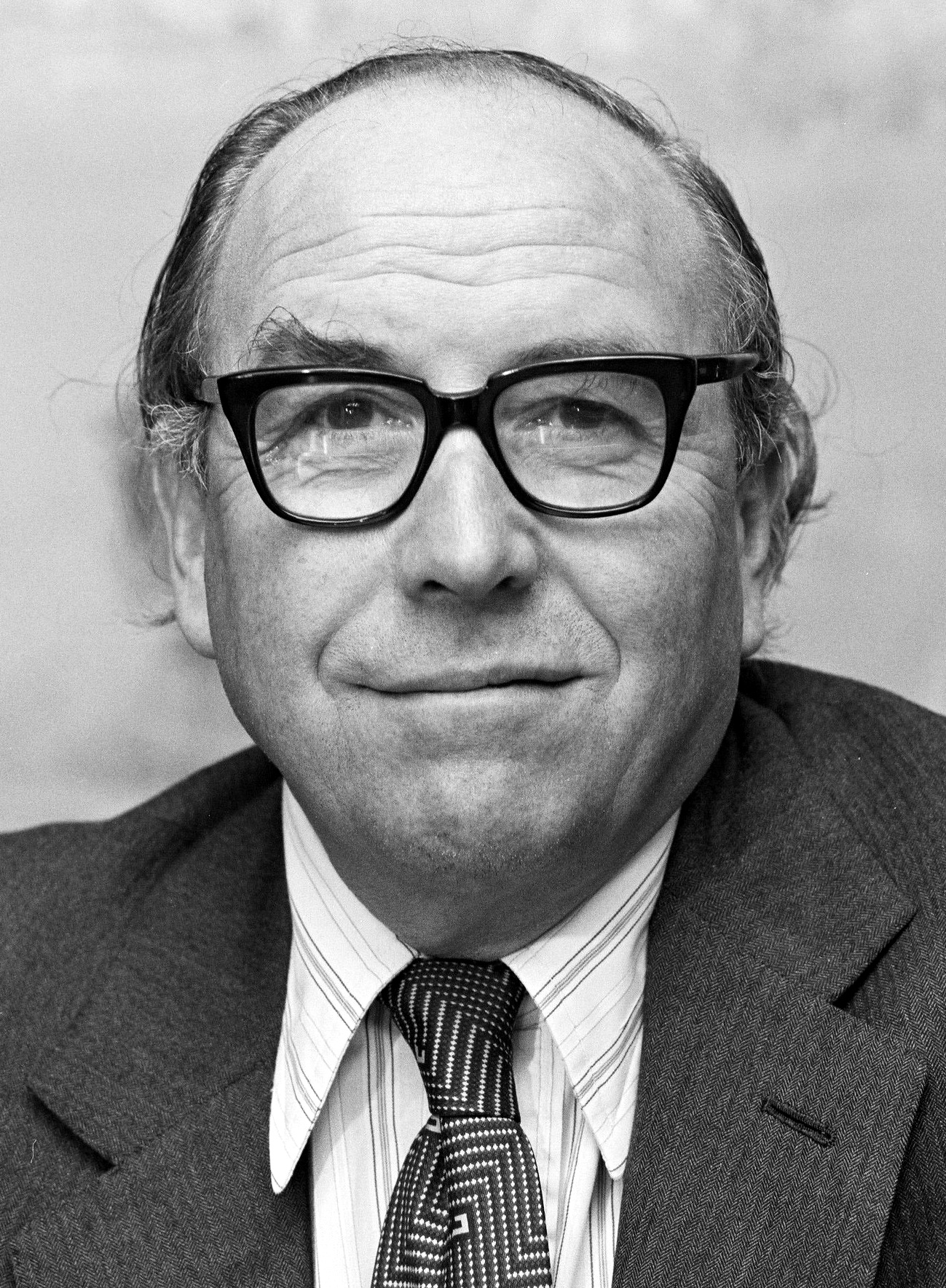
Roy Jenkins, président de la Commission européenne, du 6 janvier 1977 au 5 janvier 1981.
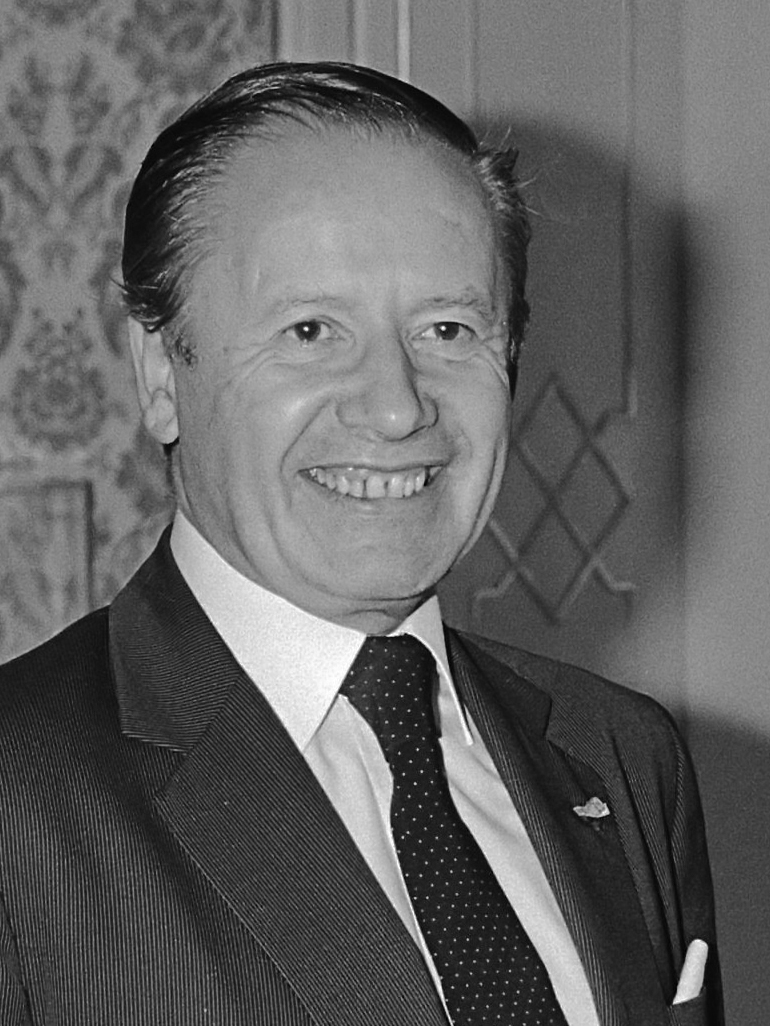
Gaston Thorn, président de la Commission européenne, du 6 janvier 1981 au 5 janvier 1985.